# Мак-Интош (округ, Джорджия)
Ма́к-Интош (англ. McIntosh County) — округ штата Джорджия, США. Население округа на 2000 год составляло 10 847 человек. Административный центр округа — город Дариен.

## История
Округ Мак-Интош основан в 1793 году.

## География
Округ занимает площадь 1124.1 км2.

## Демография
Согласно Бюро переписи населения США, в округе Мак-Интош в 2000 году проживало 10 847 человек. Плотность населения составляла 9.6 человек на квадратный километр.